# Ródenas
Pour les articles homonymes, voir Ródenas (homonymie).
Ródenas est une commune d’Espagne, dans la province de Teruel, communauté autonome d'Aragon, comarque de la Sierra de Albarracín.